# Малі Носли
Малі Но́сли (рос. Малые Нослы, марій. Нусла) — присілок у складі Марі-Турецького району Марій Ел, Росія. Входить до складу Марійського сільського поселення.
Стара назва — Носла.

## Населення
Населення — 23 особи (2010; 38 у 2002).
Національний склад (станом на 2002 рік):
- татари — 63 %
- кряшени — 37 %